# Себастіан Збік
Себастіан Збік (нім. Sebastian Zbik; 17 березня 1982, Нойбранденбург) — німецький професійний боксер, призер чемпіонату Європи серед аматорів, чемпіон світу за версією WBC (2011) у середній вазі.

## Аматорська кар'єра
Себастіан Збік займався боксом з одинадцяти років. 2002 року став чемпіоном Німеччини. На чемпіонаті Європи 2002 завоював бронзову медаль.
- У 1/8 фіналу переміг Мохамеда Сабех Таха (Ізраїль) — RSC 3
- У чвертьфіналі переміг Маріуша Сендровського (Польща) — 10-9
- У півфіналі програв Тимуру Гайдалову (Росія) — 10-31

На чемпіонаті світу 2003 програв у першому бою.

## Професіональна кар'єра
2004 року Себастіан Збік дебютував на професійному рингу. Здобувши 26 перемог, 11 липня 2009 року вийшов на бій проти італійця Доменіко Спада за титул «тимчасового» чемпіона за версією WBC у середній вазі і переміг суперника за очками, після чого провів три успішних захиста титулу.
18 січня 2011 року Себастіан Збік був оголошений чемпіоном світу WBC без бою через відмову колишнього чемпіона аргентинця Серхіо Мартінеса проводити захист.
4 червня 2011 року в першому захисті титулу Себастіан Збік програв непереможному (42-0-1) мексиканцю Хуліо Сезар Чавесу-молодшому.
13 квітня 2012 року Себастіан Збік програв технічним рішенням чемпіону світу WBA (Super) Феліксу Штурм (Німеччина), після чого завершив кар'єру.